# Schleithal
Schleithal est une commune française située dans le département du  Bas-Rhin, en région Grand Est.
Cette commune se trouve dans la région historique et culturelle d'Alsace.
Le nom alsacien de la commune est Schladl (sans caractère « officiel »).
Ses habitants sont appelés les Schleithalois.

## Géographie
Schleithal est un petit village se situant dans le nord du Bas-Rhin à quelques pas de la frontière franco-allemande. Cette frontière est définie par la Lauter qui donne d'ailleurs son nom à la petite ville de Lauterbourg qui se trouve à l'embouchure avec le Rhin.
Schleithal a pour morphologie celui du type village-rue, c'est-à-dire qu'il est construit quasiment le long de sa rue principale. Cette dernière (route départementale 244) atteint une longueur de 3,5 kilomètres, ce qui constitue un record régional et vaut à Schleithal le titre du « village le plus long d'Alsace ». La piste cyclable qui longe le village au nord, parallèlement à la RD 244, correspond à l'ancienne ligne de chemin de fer reliant Wissembourg à Lauterbourg.
Cette morphologie urbaine du village s'explique par deux phénomènes. La commune longe les flancs nord-est des collines qu'elle borde. En sous-sol se trouve la nappe phréatique, très peu profonde à cet endroit. Une ligne de puits se dessine donc, trop profonds à atteindre sur les collines (où souffle en plus le vent) et affleurants dans la partie basse du village.
Ce paysage de basses collines à dominante de monoculture agricole constitue l'unité paysagère la plus représentative de l'Outre-Forêt. La qualité de la terre explique cette forte activité agricole. Cependant dans la zone germanique de la vallée du Rhin, l'agriculture est beaucoup plus variée. Les zones non cultivés se résument aux ripisylves et à quelques groupes d'arbres isolés sur des flancs incultivables. Cette activité a longtemps constitué la majorité du travail rural, avec l'élevage de chevaux. L'absence de végétation aux abords de champs constitue une carence dans la rétention des eaux. Cette végétation bien présente avant la mécanisation de l'agriculture jouait plusieurs rôles importants. De plus les espaces inutilisés tels que les fossés et autres écoulements naturels de l'eau ont souvent été abandonnés ou urbanisés. L'écoulement des eaux du bassin versant de la Lauter (dont le village fait partie) se fait à la perpendiculaire de l'axe du village.
Lors de violents orages d'été, cette absence de végétation a des conséquences parfois spectaculaires. De mémoire d'homme, et au moins depuis le début des années 1900, les coulées de boue et inondations sont régulières, faisant des dégâts non seulement dans le village mais emportant à chaque fois une précieuse partie de terre arable.

### Lieux-dits et écarts
- Obere Ringgasse ;
- Untere Ringgasse ;
- Hinaderfl.

| Wissembourg |            |          |
|             | Schleithal | Salmbach |
| Seebach     | Siegen     |          |

### Hydrographie
La commune est dans le bassin versant du Rhin au sein du bassin Rhin-Meuse. Elle est drainée par le ruisseau le Werber Graben,.

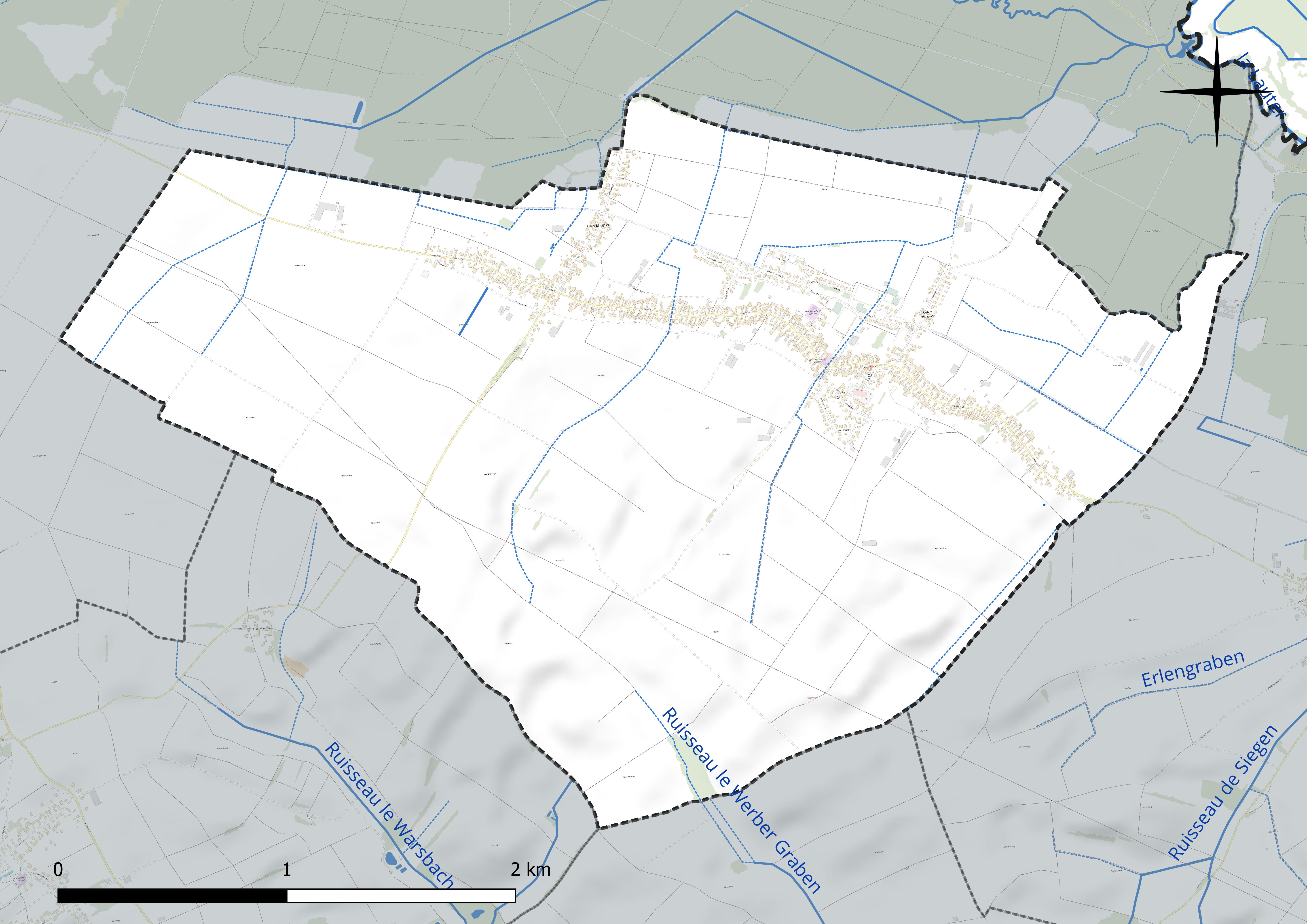
Réseau hydrographique de Schleithal.

### Climat
Pour des articles plus généraux, voir Climat du Grand Est et Climat du Bas-Rhin.
En 2010, le climat de la commune est de type climat des marges montagnardes, selon une étude du Centre national de la recherche scientifique s'appuyant sur une série de données couvrant la période 1971-2000. En 2020, Météo-France publie une typologie des climats de la France métropolitaine dans laquelle la commune est exposée à un climat semi-continental et est dans la région climatique  Alsace, caractérisée par une pluviométrie faible, particulièrement en automne et en hiver, un été chaud et bien ensoleillé, une humidité de l’air basse au printemps et en été, des vents faibles et des brouillards fréquents en automne (25 à 30 jours). 
Pour la période 1971-2000, la température annuelle moyenne est de 10,6 °C, avec une amplitude thermique annuelle de 17,9 °C. Le cumul annuel moyen de précipitations est de 816 mm, avec 11,1 jours de précipitations en janvier et 11,2 jours en juillet. Pour la période 1991-2020, la température moyenne annuelle observée sur la station météorologique de Météo-France la plus proche, « Scheibenhard », sur la commune de Scheibenhard à 7 km à vol d'oiseau, est de 11,8 °C et le cumul annuel moyen de précipitations est de 739,0 mm. 
La température maximale relevée sur cette station est de 38,8 °C, atteinte le 7 août 2015 ; la température minimale est de −15,2 °C, atteinte le 11 janvier 2009,,. 
Les paramètres climatiques de la commune ont été estimés pour le milieu du siècle (2041-2070) selon différents scénarios d'émission de gaz à effet de serre à partir des nouvelles projections climatiques de référence DRIAS-2020. Ils sont consultables sur un site dédié publié par Météo-France en novembre 2022.

## Urbanisme

### Typologie
Au 1er janvier 2024, Schleithal est catégorisée bourg rural, selon la nouvelle grille communale de densité à sept niveaux définie par l'Insee en 2022.
Elle est située hors unité urbaine. Par ailleurs la commune fait partie de l'aire d'attraction de Wissembourg (partie française), dont elle est une commune de la couronne,. Cette aire, qui regroupe 11 communes, est catégorisée dans les aires de moins de 50 000 habitants,.

### Occupation des sols
L'occupation des sols de la commune, telle qu'elle ressort de la base de données européenne d’occupation biophysique des sols Corine Land Cover (CLC), est marquée par l'importance des territoires agricoles (89,6 % en 2018), en diminution par rapport à 1990 (91,1 %). La répartition détaillée en 2018 est la suivante : terres arables (78,2 %), zones agricoles hétérogènes (11,4 %), zones urbanisées (10,3 %), forêts (0,1 %). L'évolution de l’occupation des sols de la commune et de ses infrastructures peut être observée sur les différentes représentations cartographiques du territoire : la carte de Cassini (XVIIIe siècle), la carte d'état-major (1820-1866) et les cartes ou photos aériennes de l'IGN pour la période actuelle (1950 à aujourd'hui).

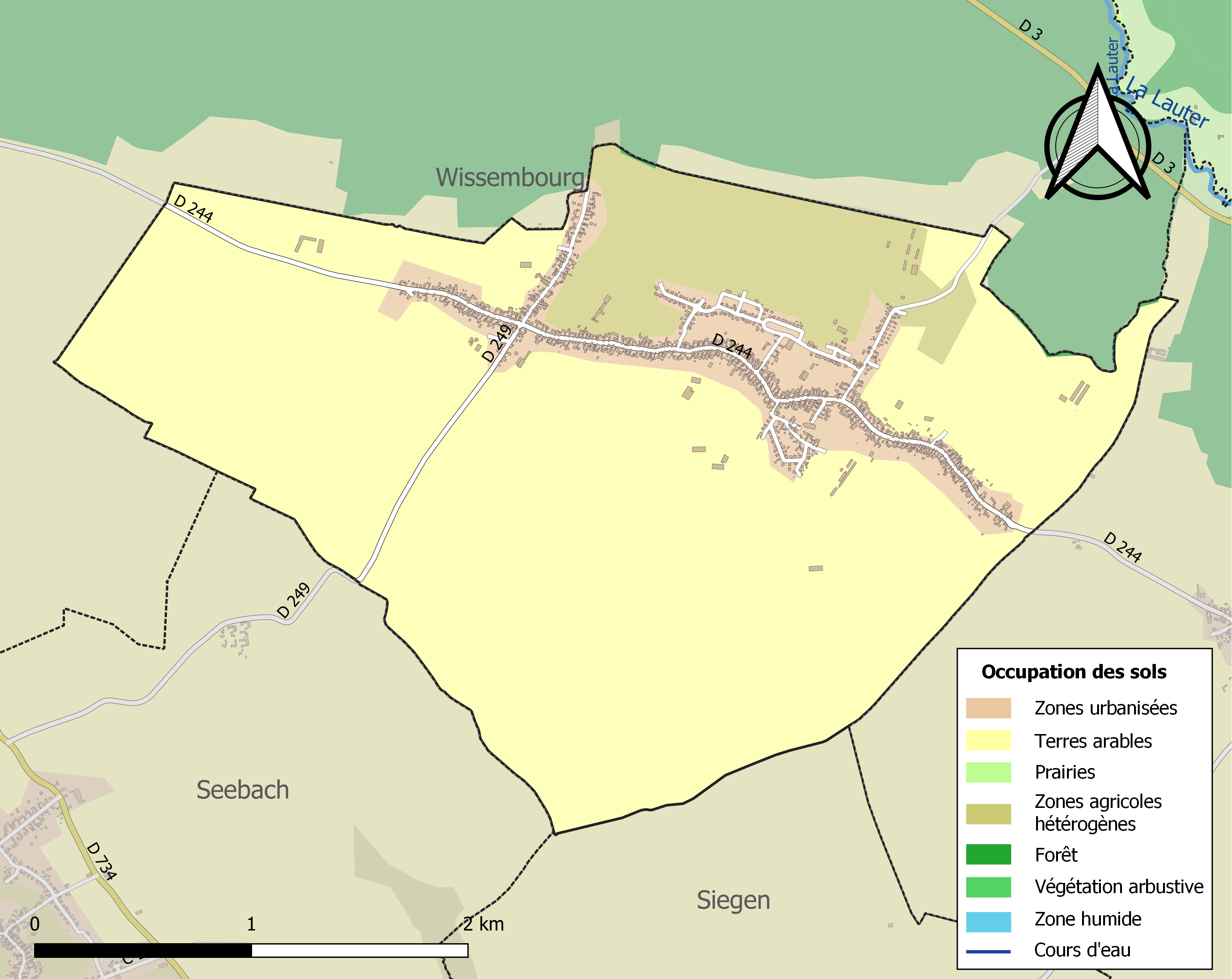
Carte des infrastructures et de l'occupation des sols de la commune en 2018 (CLC).

## Toponymie
Schlatel en francique méridional.

## Histoire

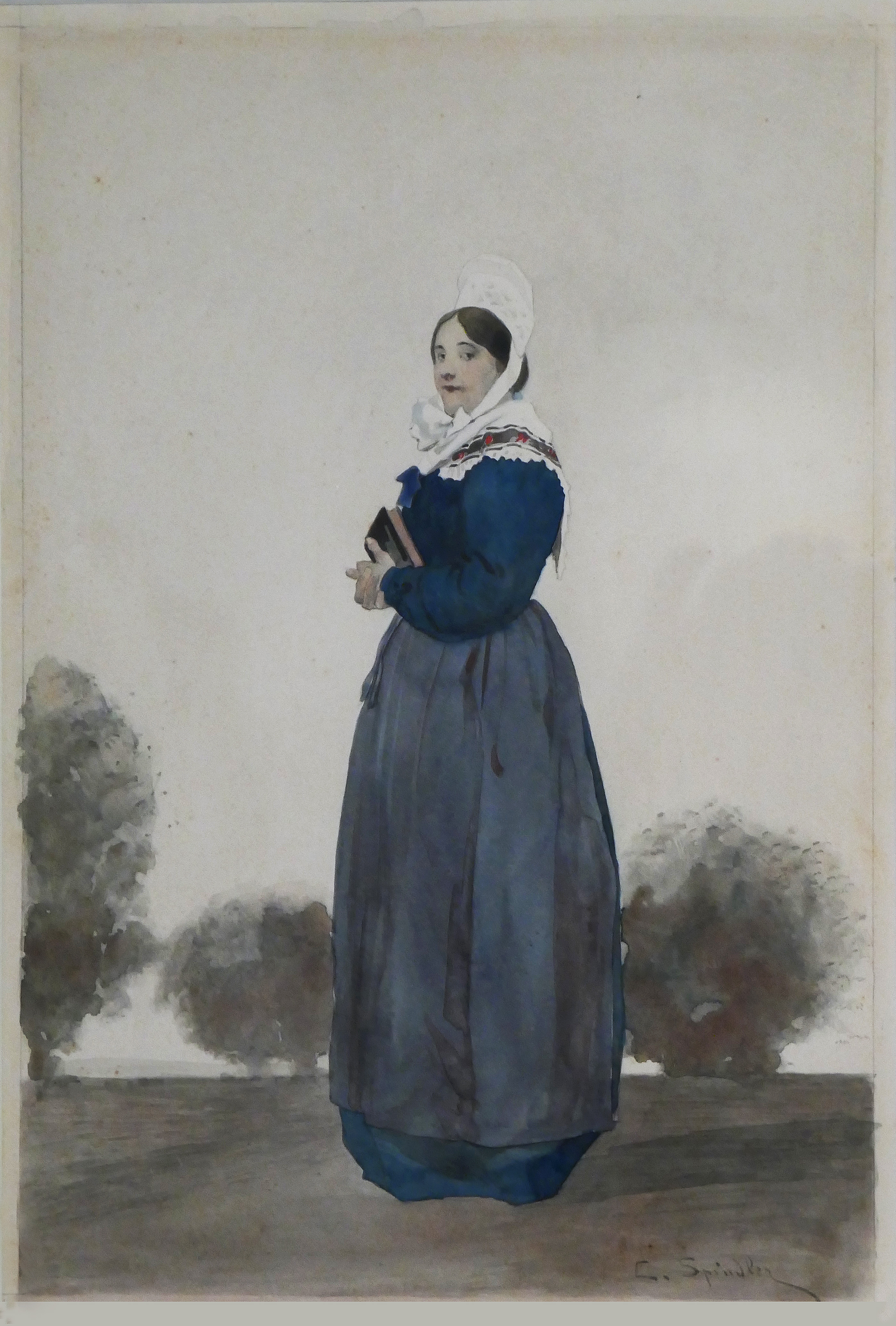
Jeune fille de Schleithal, aquarelle de Charles Spindler, Musée alsacien de Strasbourg.

Les premiers écrits sur Schleithal datent de 1145, mais certains pensent que le village date de 631 (année de création de l'abbaye de Wissembourg).
Le village devient français après la Révolution contrairement à une grande partie de l'Alsace qui tire profit du traité de Westphalie en 1648.

### Héraldique
| Blason de Schleithal | Blason  | Coupé : au premier de gueules au cheval d'argent, au second d'or au maillet de gueules. |
| Blason de Schleithal | Détails |                                                                                         |

## Politique et administration
| Période                                  | Période                       | Identité                                         | Étiquette | Qualité |
| ---------------------------------------- | ----------------------------- | ------------------------------------------------ | --------- | ------- |
| mars 2001                                | mars 2008                     | Denise Hiebel                                    |           |         |
| mars 2008                                | mars 2022 (démission)         | Joseph Schneider, Réélu pour le mandat 2020-2026 |           |         |
| avril 2022                               | En cours (au 03 février 2023) | Chantal Schmitt                                  |           |         |
| Les données manquantes sont à compléter. |                               |                                                  |           |         |

Durant la période de rattachement à l'Empire allemand (1871-1918), Schleithal dépendait du canton (Ortsgruppe) de Lauterbourg (Lauterburg), de l'arrondissement de Wissembourg (Weissenburg) et du district de Basse-Alsace.

## Démographie
L'évolution du nombre d'habitants est connue à travers les recensements de la population effectués dans la commune depuis 1793. Pour les communes de moins de 10 000 habitants, une enquête de recensement portant sur toute la population est réalisée tous les cinq ans, les populations de référence des années intermédiaires étant quant à elles estimées par interpolation ou extrapolation. Pour la commune, le premier recensement exhaustif entrant dans le cadre du nouveau dispositif a été réalisé en 2008.

En 2022, la commune comptait 1 387 habitants, en évolution de −4,08 % par rapport à 2016 (Bas-Rhin : +3,17 %, France hors Mayotte : +2,11 %).
| 1793  | 1800  | 1806  | 1821  | 1831  | 1836  | 1841  | 1846  | 1851  |
| ----- | ----- | ----- | ----- | ----- | ----- | ----- | ----- | ----- |
| 1 415 | 1 719 | 1 808 | 2 405 | 2 263 | 2 250 | 2 100 | 2 213 | 2 387 |

| 1856  | 1861  | 1866  | 1871  | 1875  | 1880  | 1885  | 1890  | 1895  |
| ----- | ----- | ----- | ----- | ----- | ----- | ----- | ----- | ----- |
| 2 150 | 2 204 | 2 167 | 2 013 | 1 946 | 1 963 | 1 953 | 1 892 | 1 901 |

| 1900  | 1905  | 1910  | 1921  | 1926  | 1931  | 1936  | 1946  | 1954  |
| ----- | ----- | ----- | ----- | ----- | ----- | ----- | ----- | ----- |
| 1 911 | 1 943 | 1 935 | 1 755 | 1 769 | 1 706 | 1 665 | 1 541 | 1 429 |

| 1962  | 1968  | 1975  | 1982  | 1990  | 1999  | 2006  | 2008  | 2013  |
| ----- | ----- | ----- | ----- | ----- | ----- | ----- | ----- | ----- |
| 1 473 | 1 459 | 1 468 | 1 389 | 1 374 | 1 395 | 1 438 | 1 450 | 1 473 |

| 2018  | 2022  | - | - | - | - | - | - | - |
| ----- | ----- | - | - | - | - | - | - | - |
| 1 411 | 1 387 | - | - | - | - | - | - | - |

## Lieux et monuments

### Église Saint-Barthélemy
La première église a été construite au XIIIe ou au XIVe siècle. Elle se situait sur le plus haut point du village et était construite en pierre. Les villageois s'y réfugiaient lors des attaques. Cette église aurait brûlé lors d'une invasion militaire.

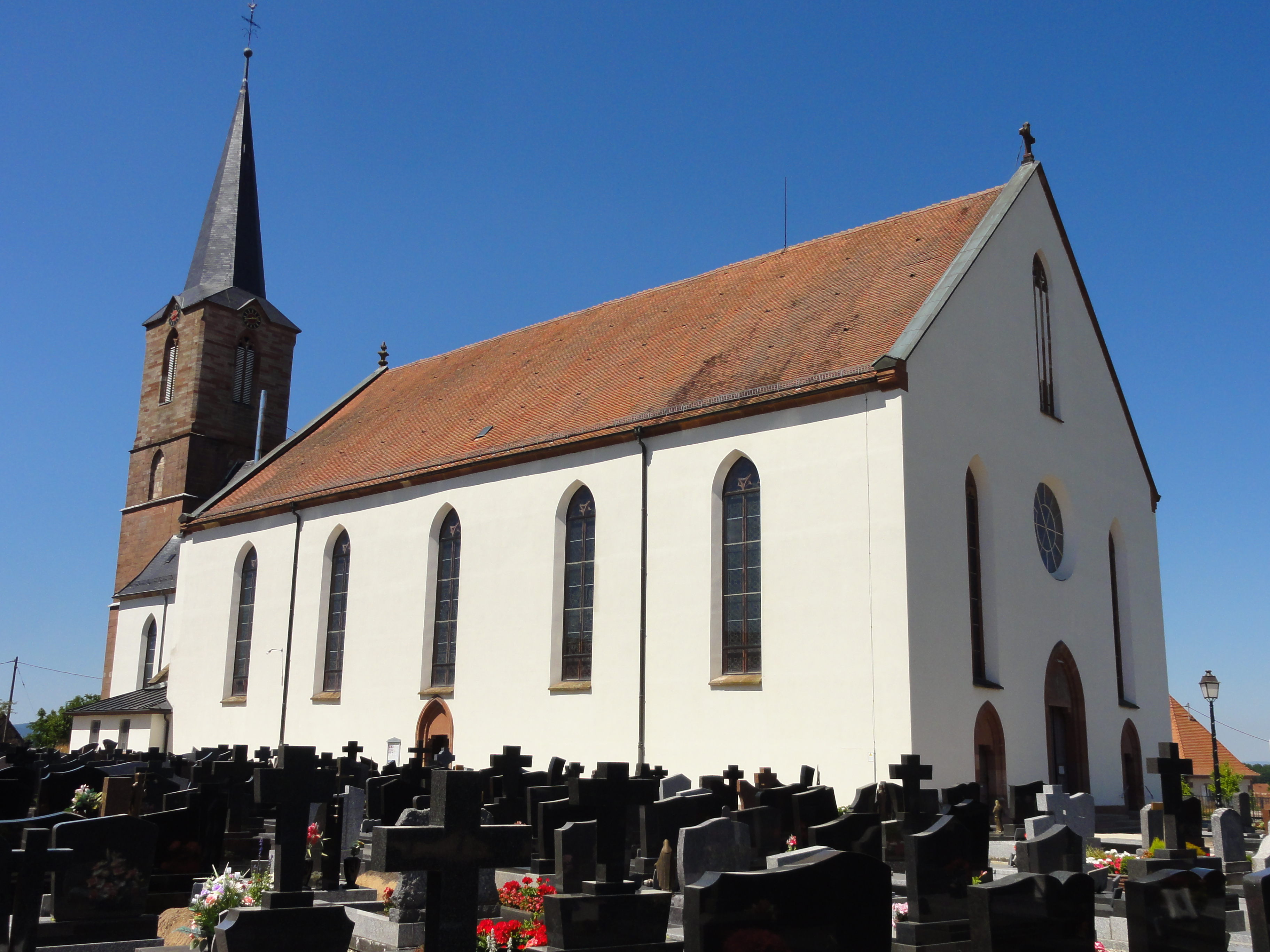
Église Saint-Barthélemy.
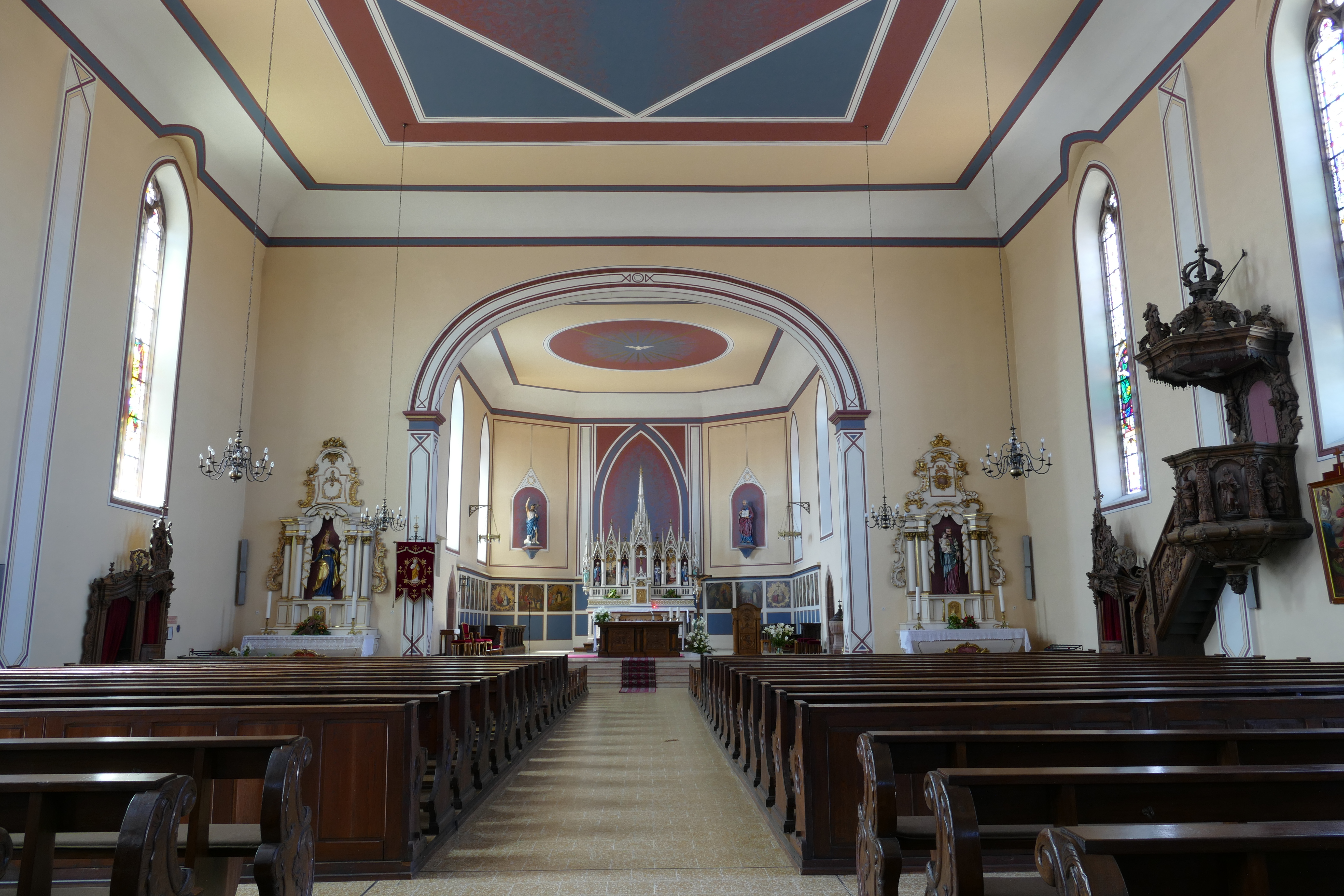
Vue intérieure de la nef vers le chœur.
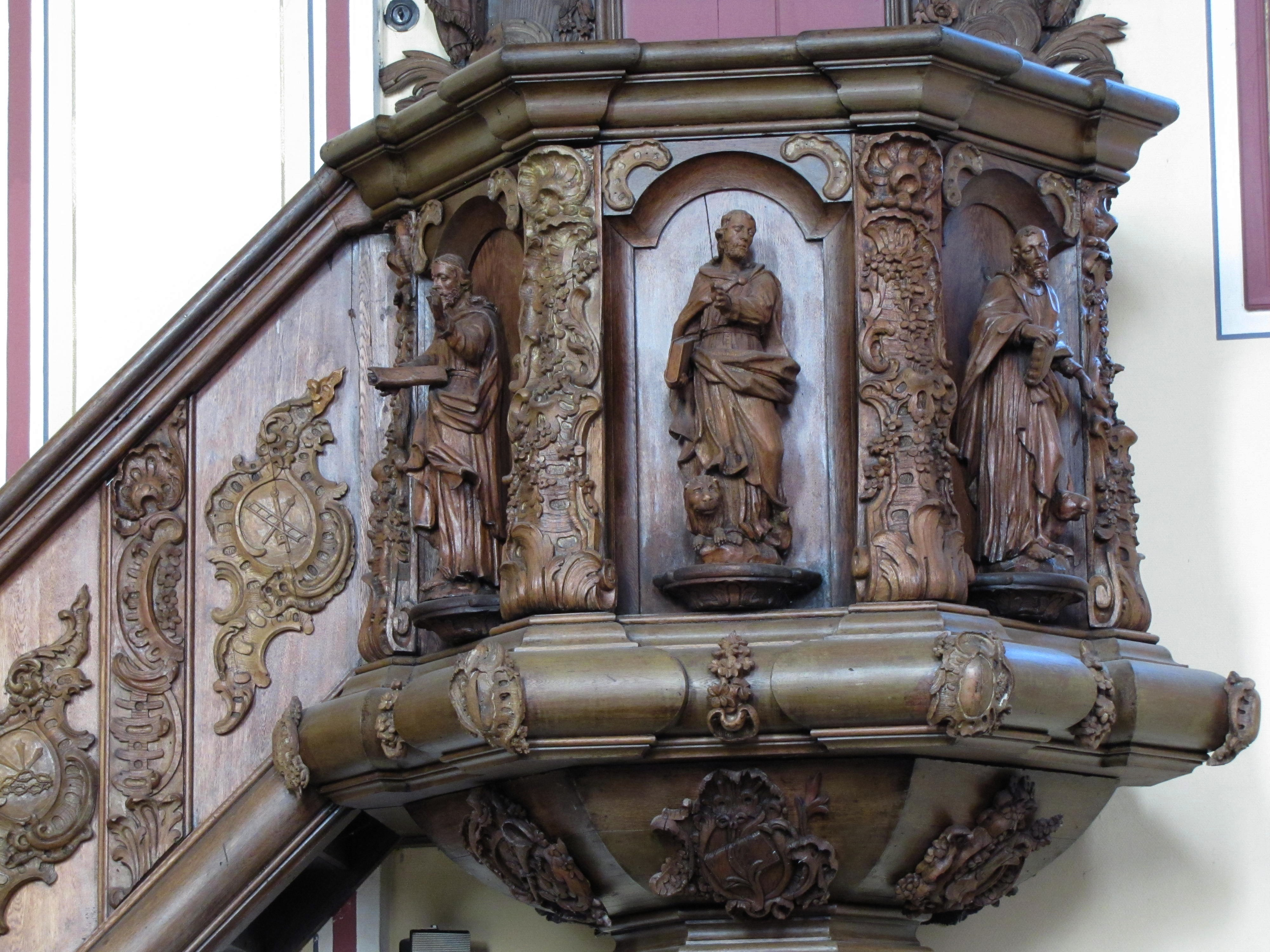
Cuve de la chaire à prêcher (XVIIIe).
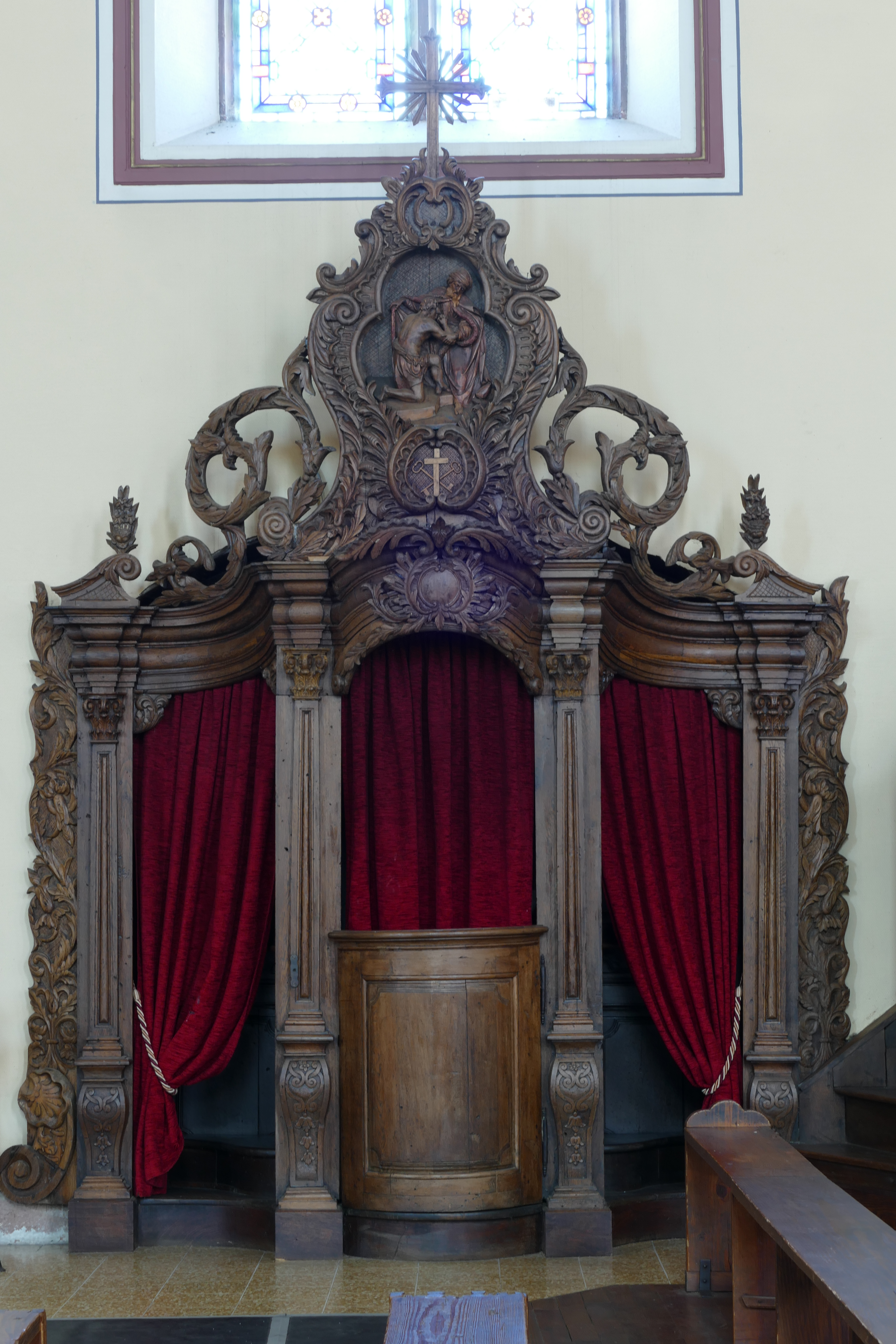
Confessionnal (XVIIIe).
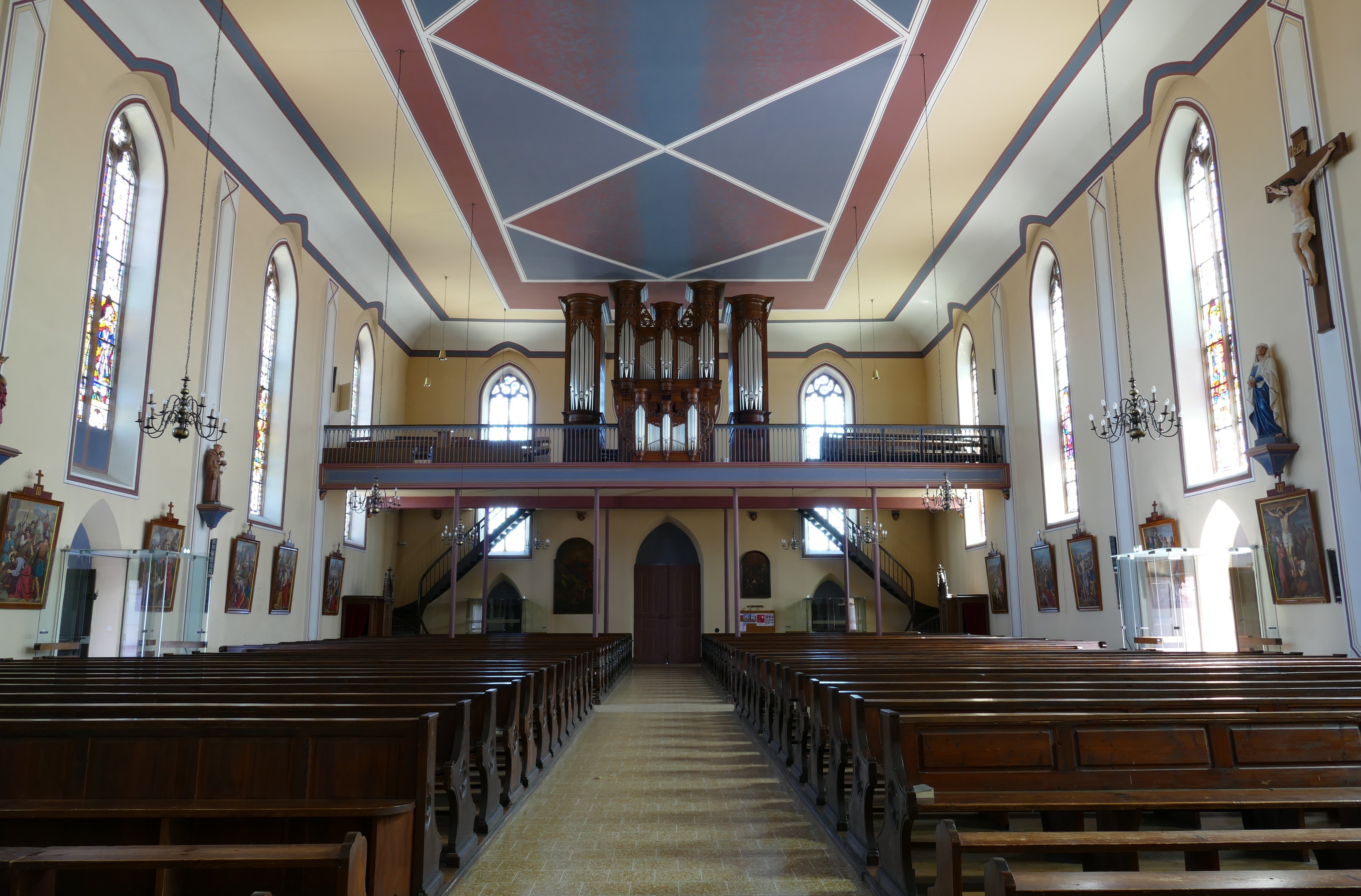
Vue intérieure de la nef vers la tribune de l'orgue.
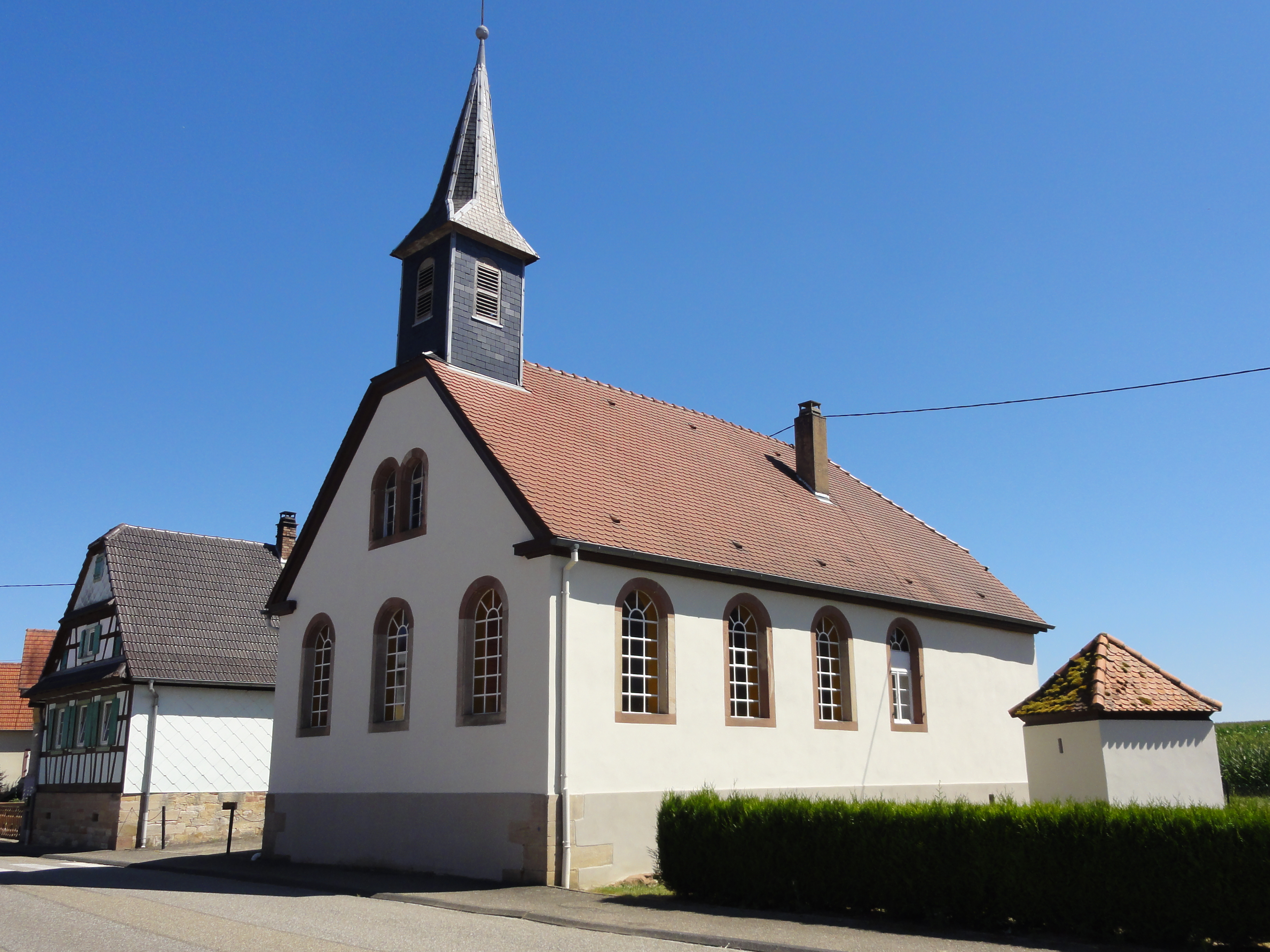
Église réformée, 1a rue Principale.

### Maisons à colombages

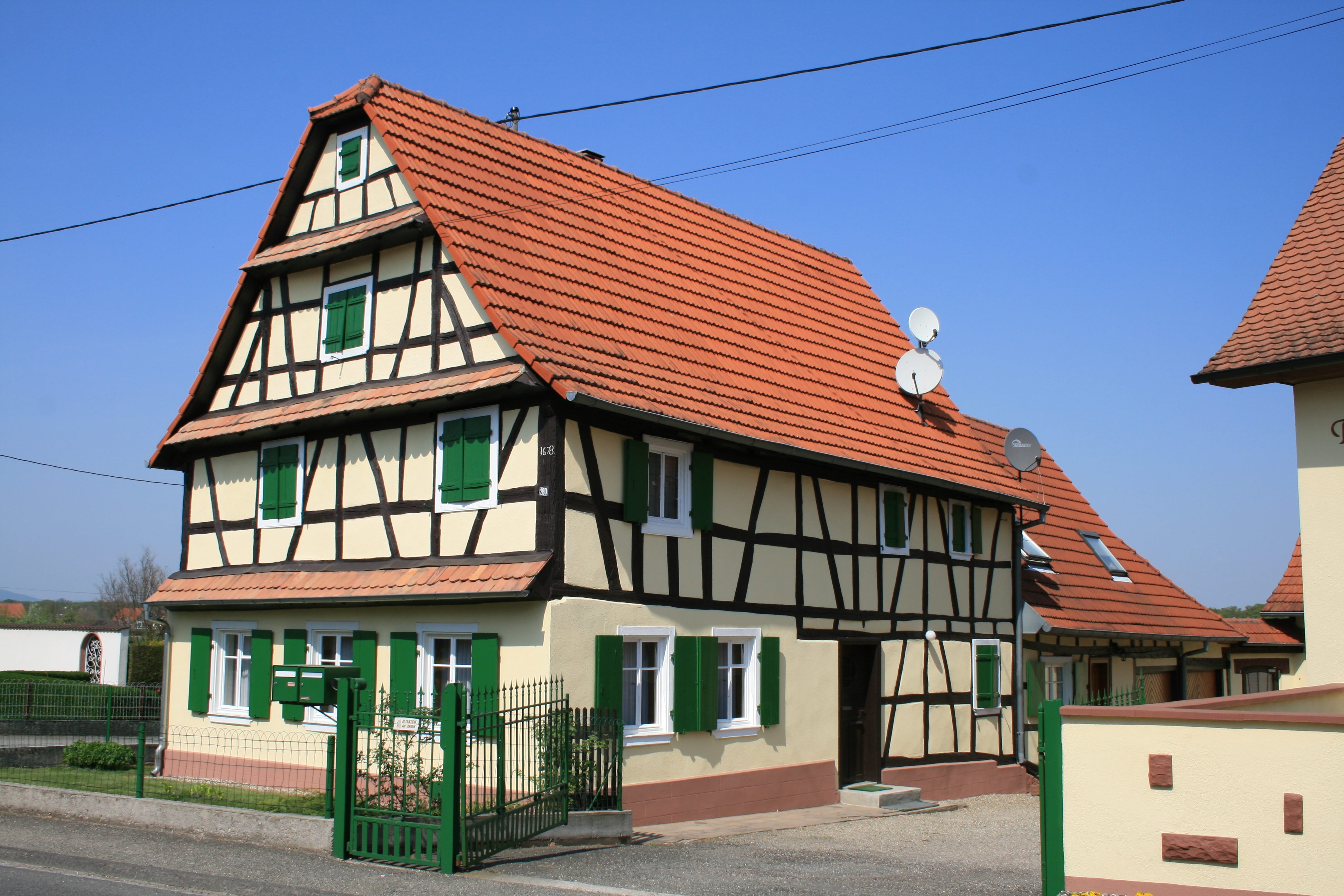
Ferme (1671), 280 rue Principale.
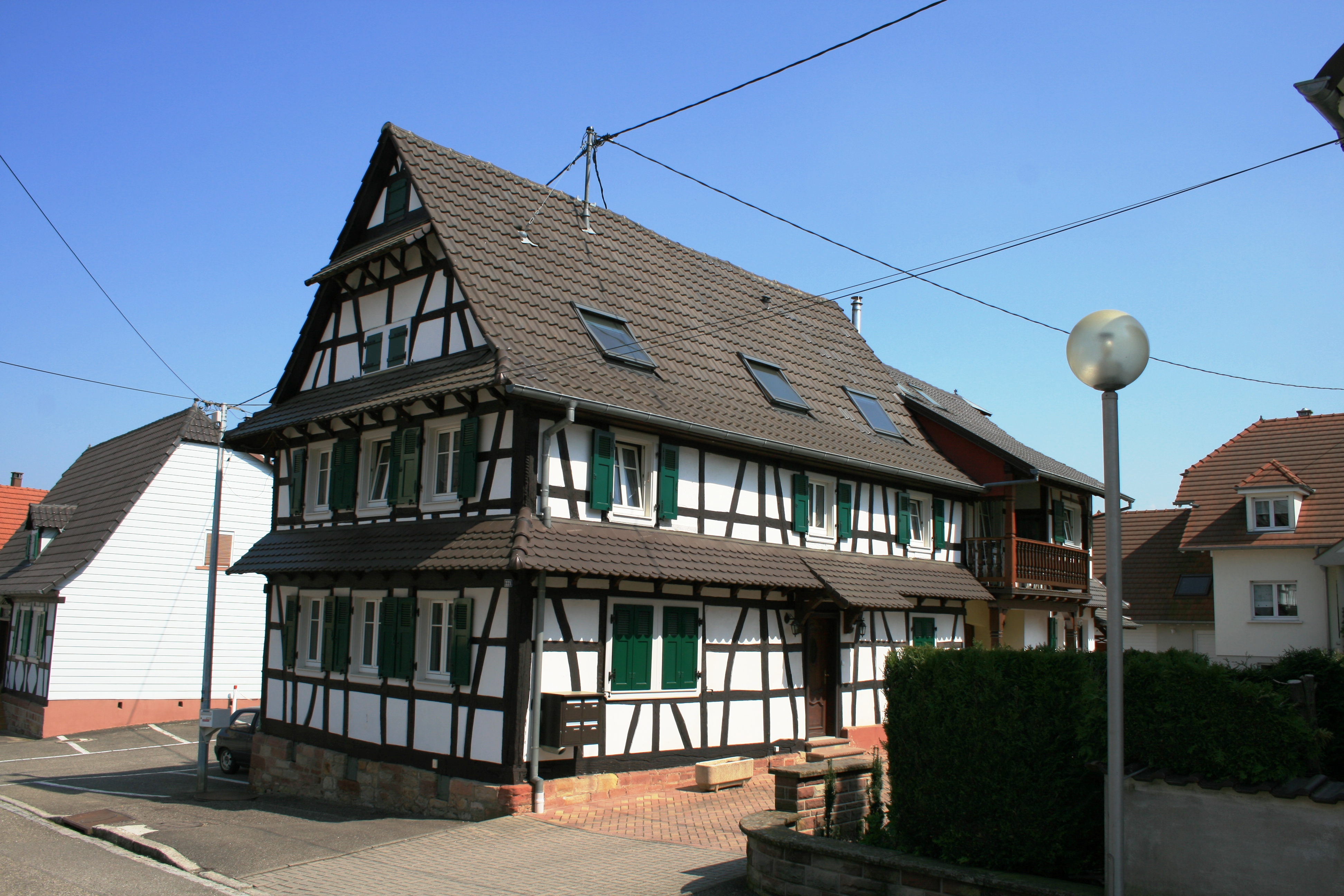
Ferme (XVIIIe), 221, place de la Mairie.
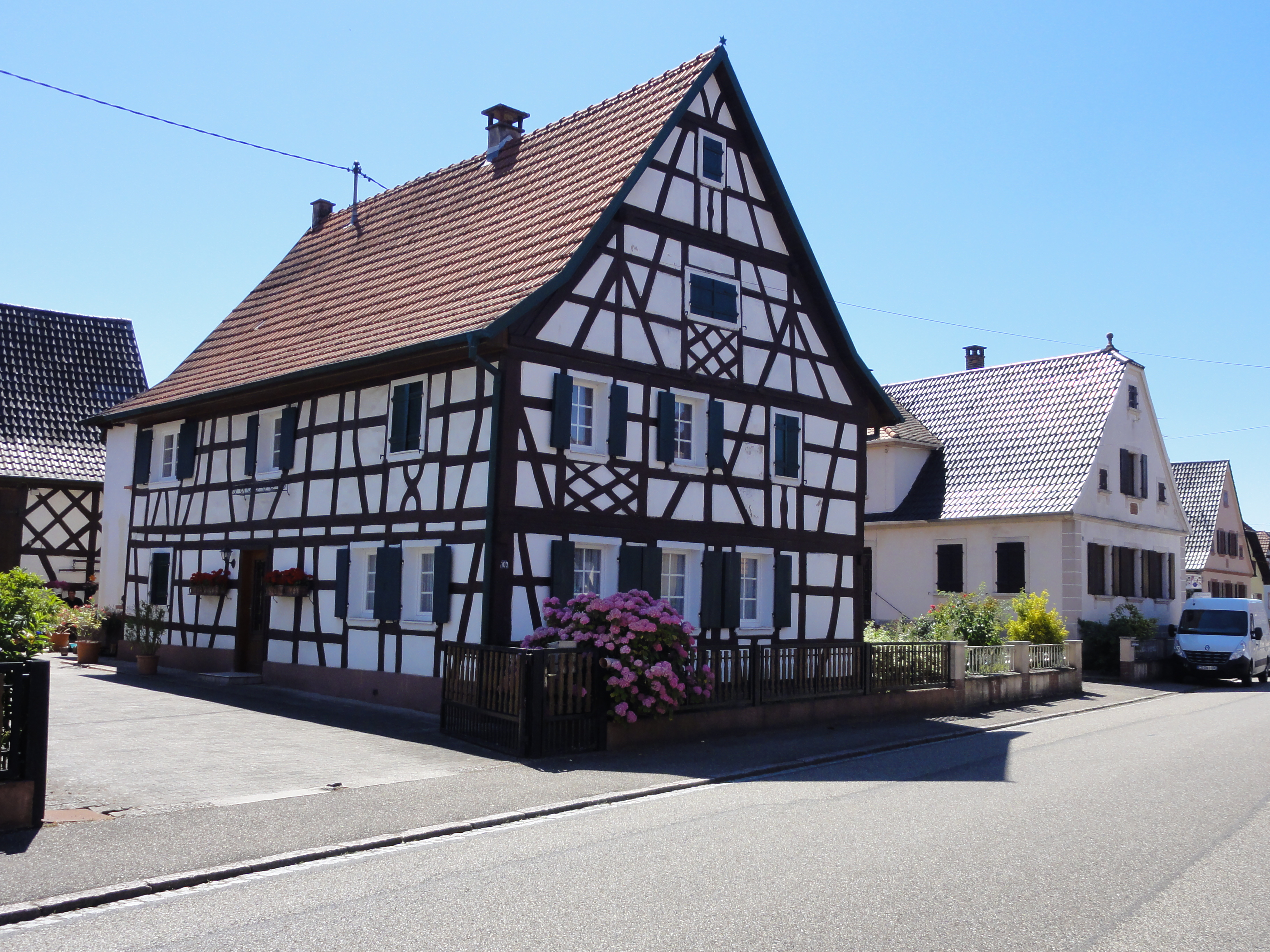
Ferme (XVIIIe), 103 rue Principale.
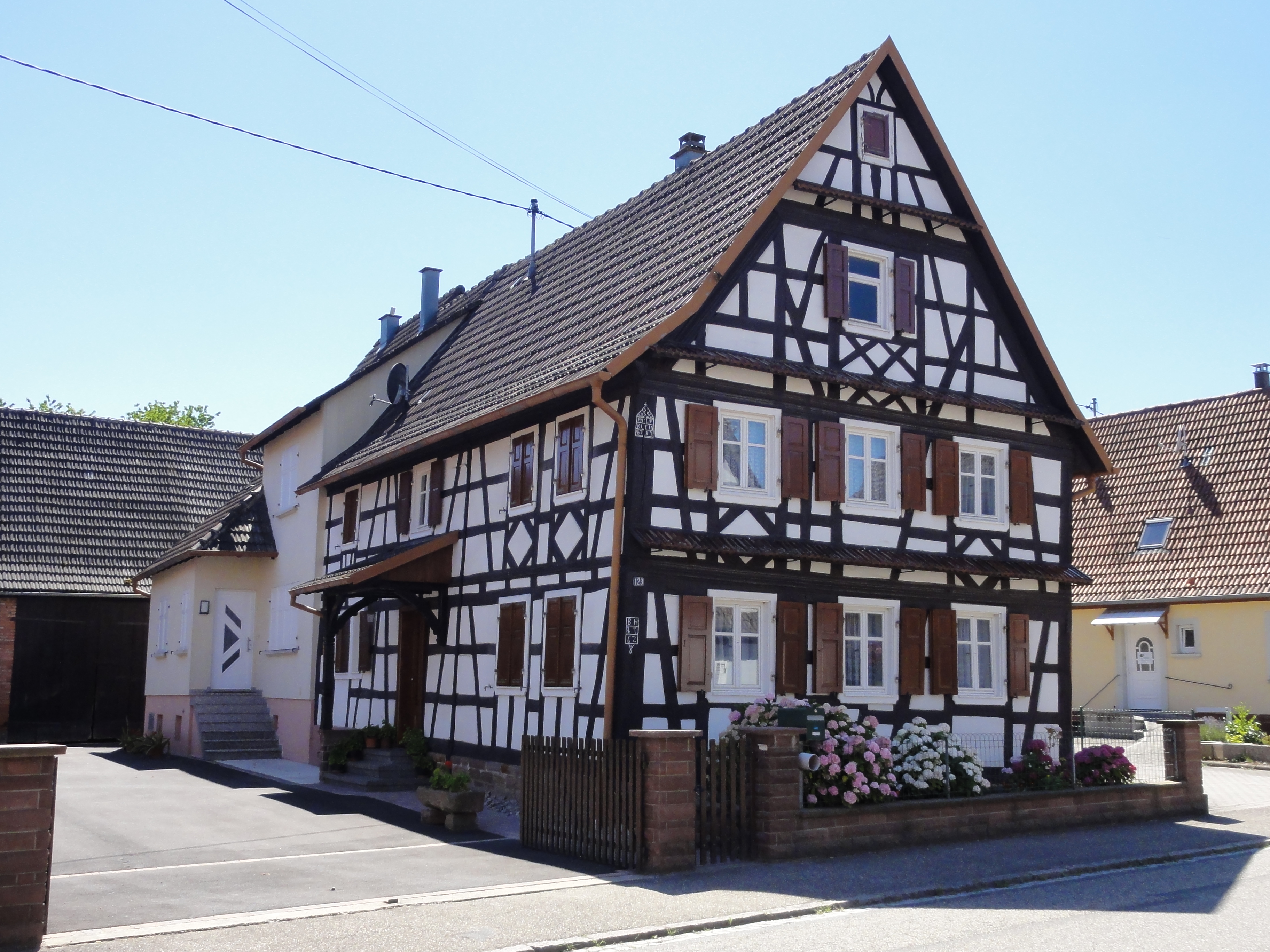
Ferme (XVIIIe), 123, rue Principale.
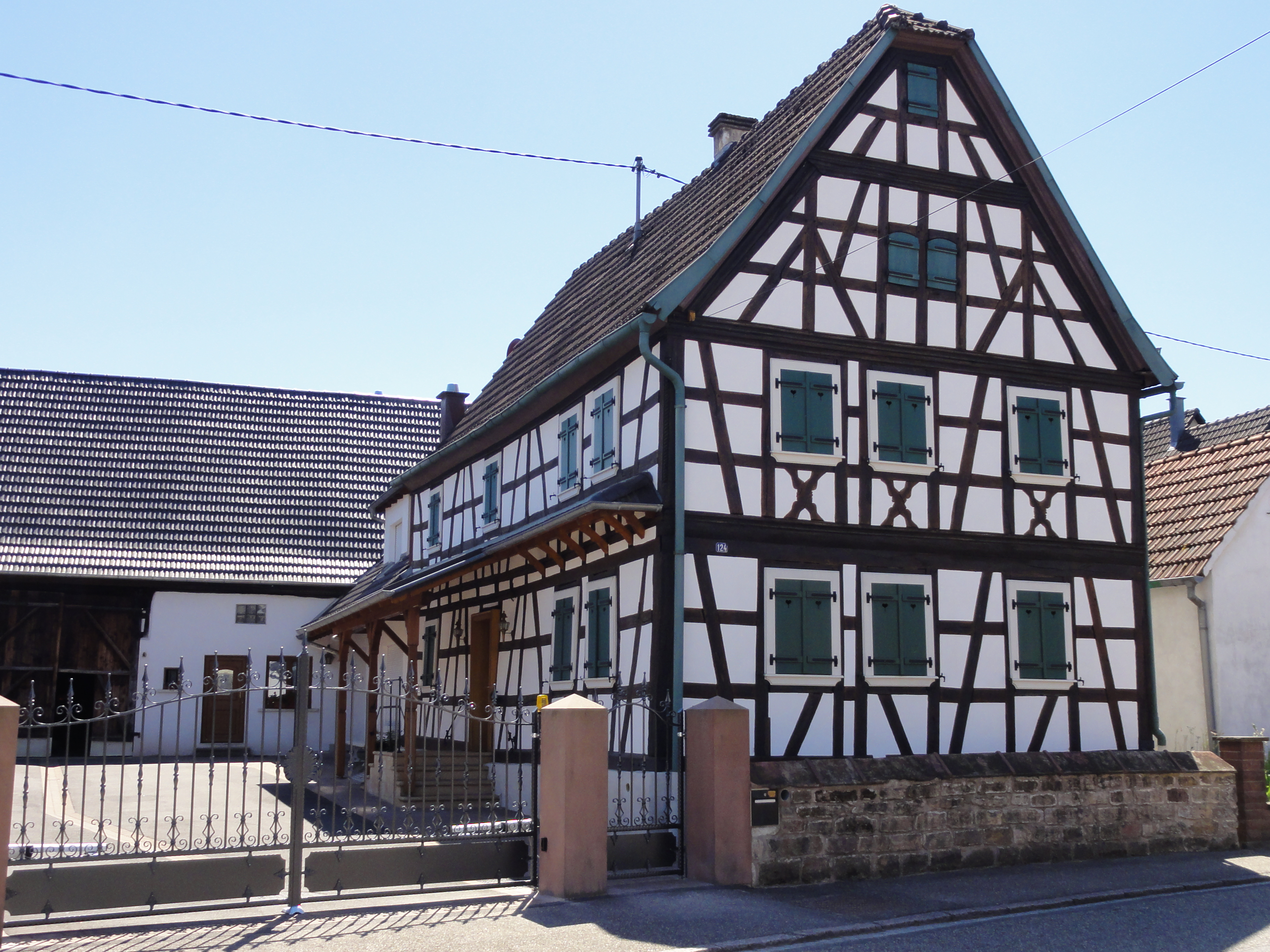
Ferme (XVIIIe), 124, rue Principale.
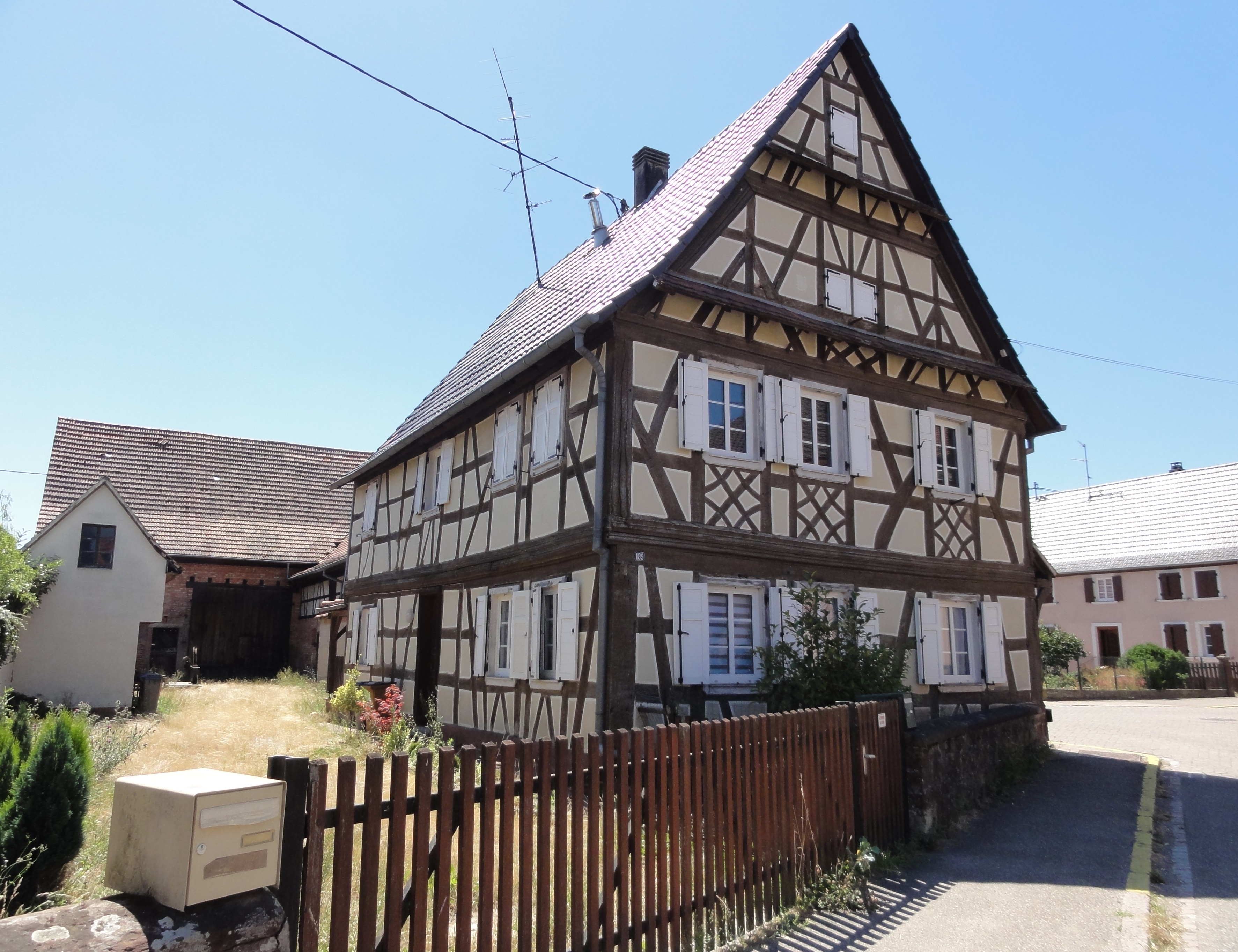
Ferme (1769), 189 rue Principale.
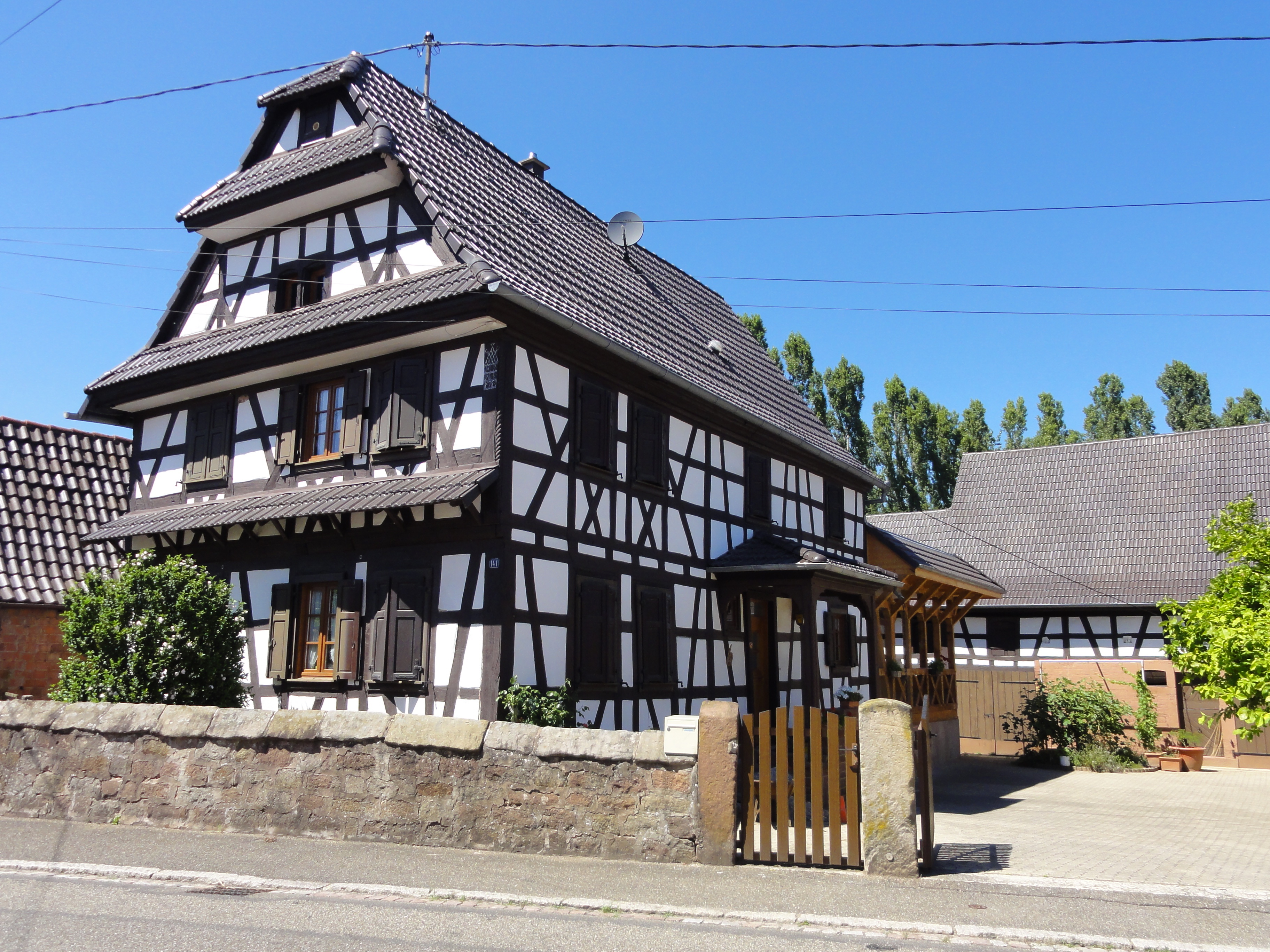
Ferme (1789), 141 rue Principale.
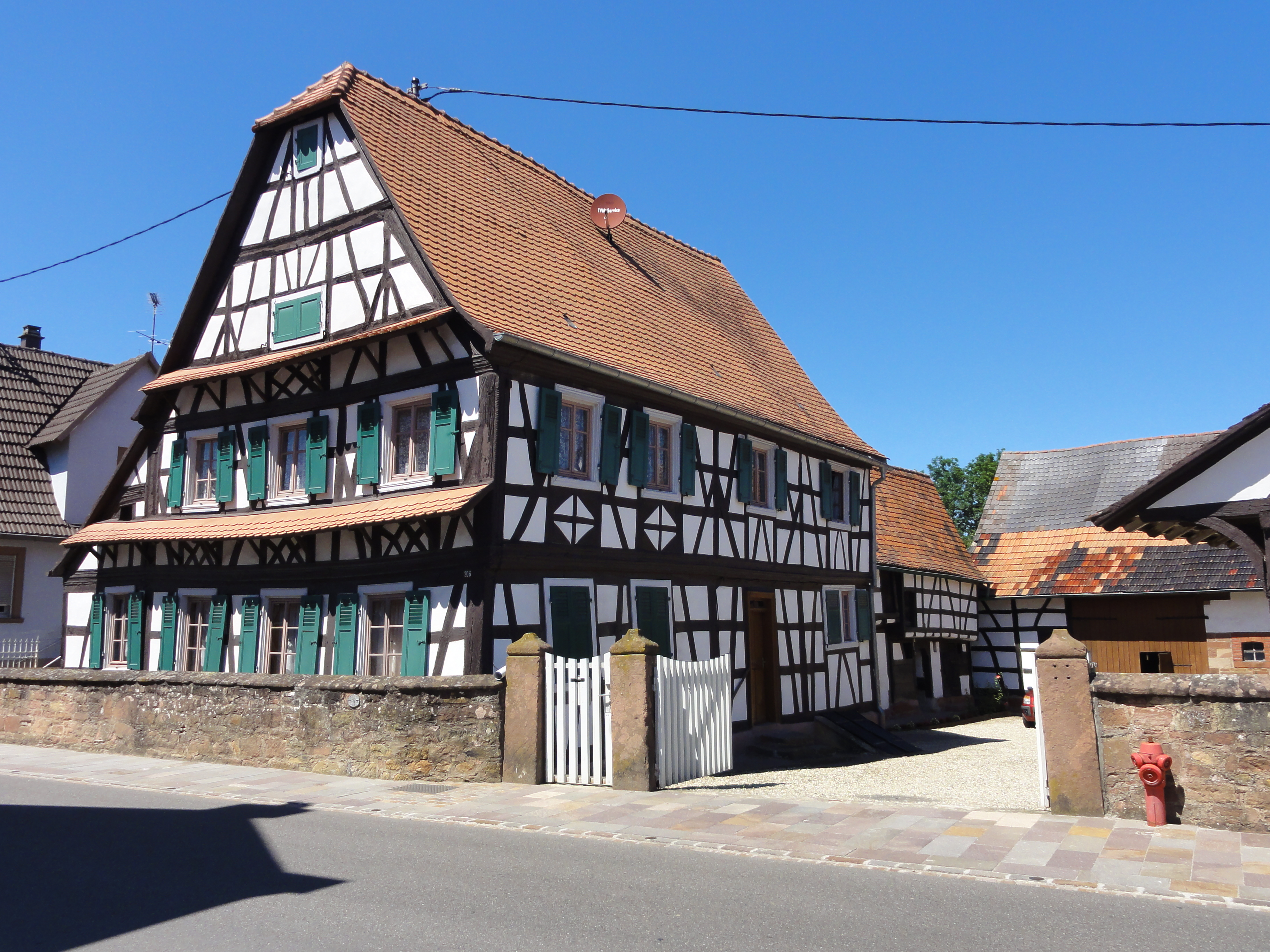
Ferme (XVIIIe), 206 rue Principale.
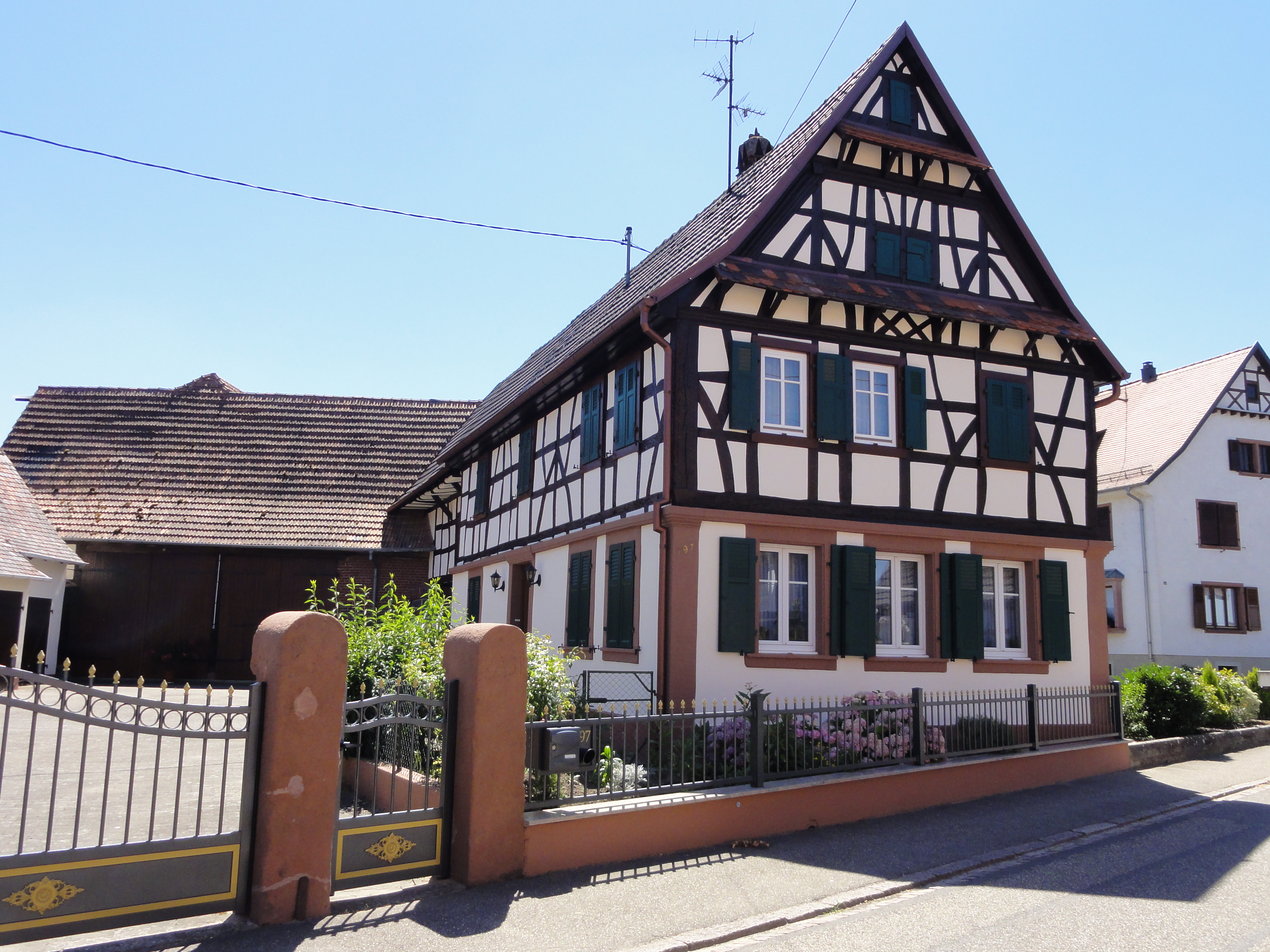
Ferme (XVIIIe-XIXe), 197 rue Principale.
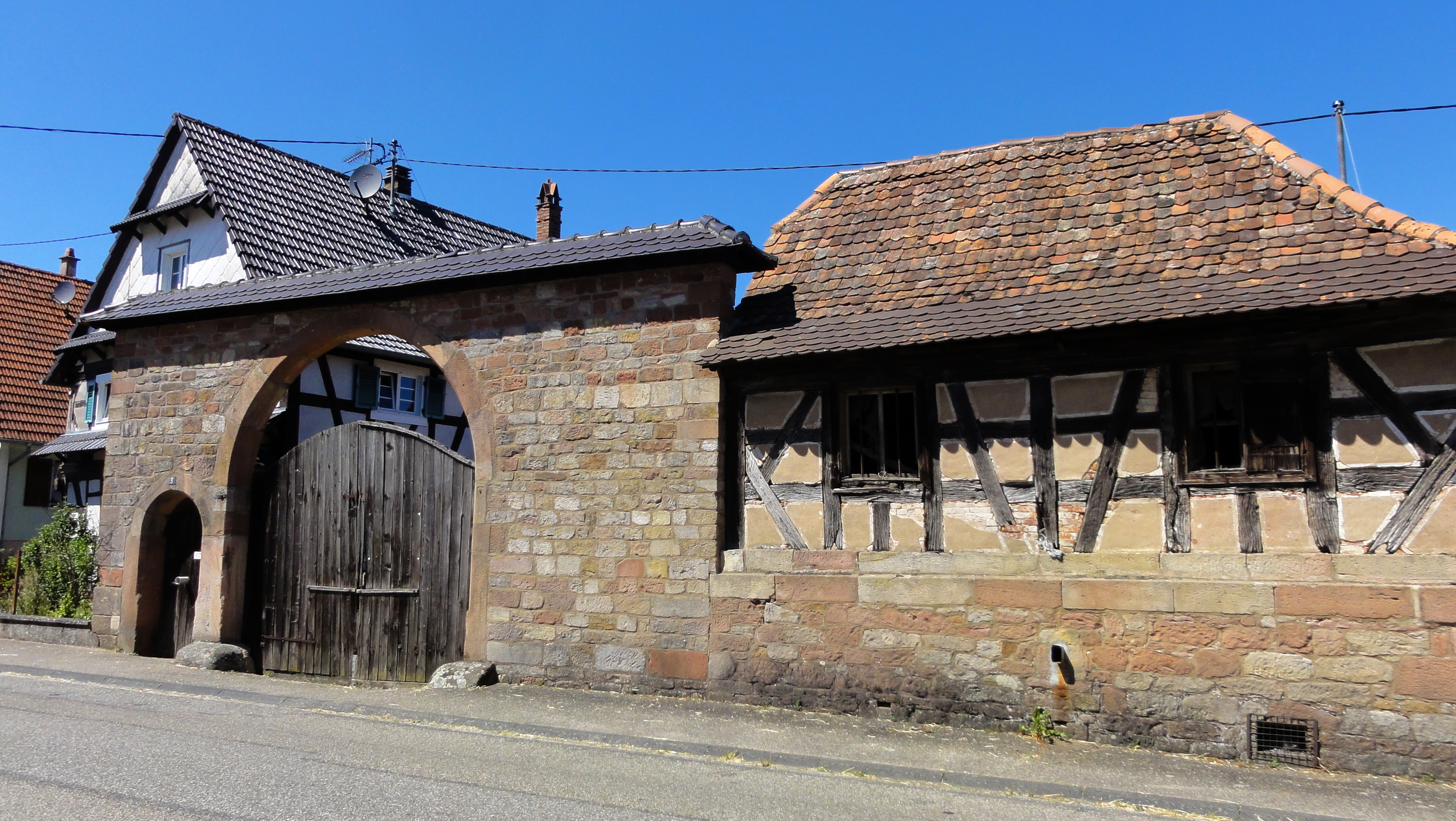
Ferme de tonnelier (XVIIIe-XIXe), 3 rue Principale.
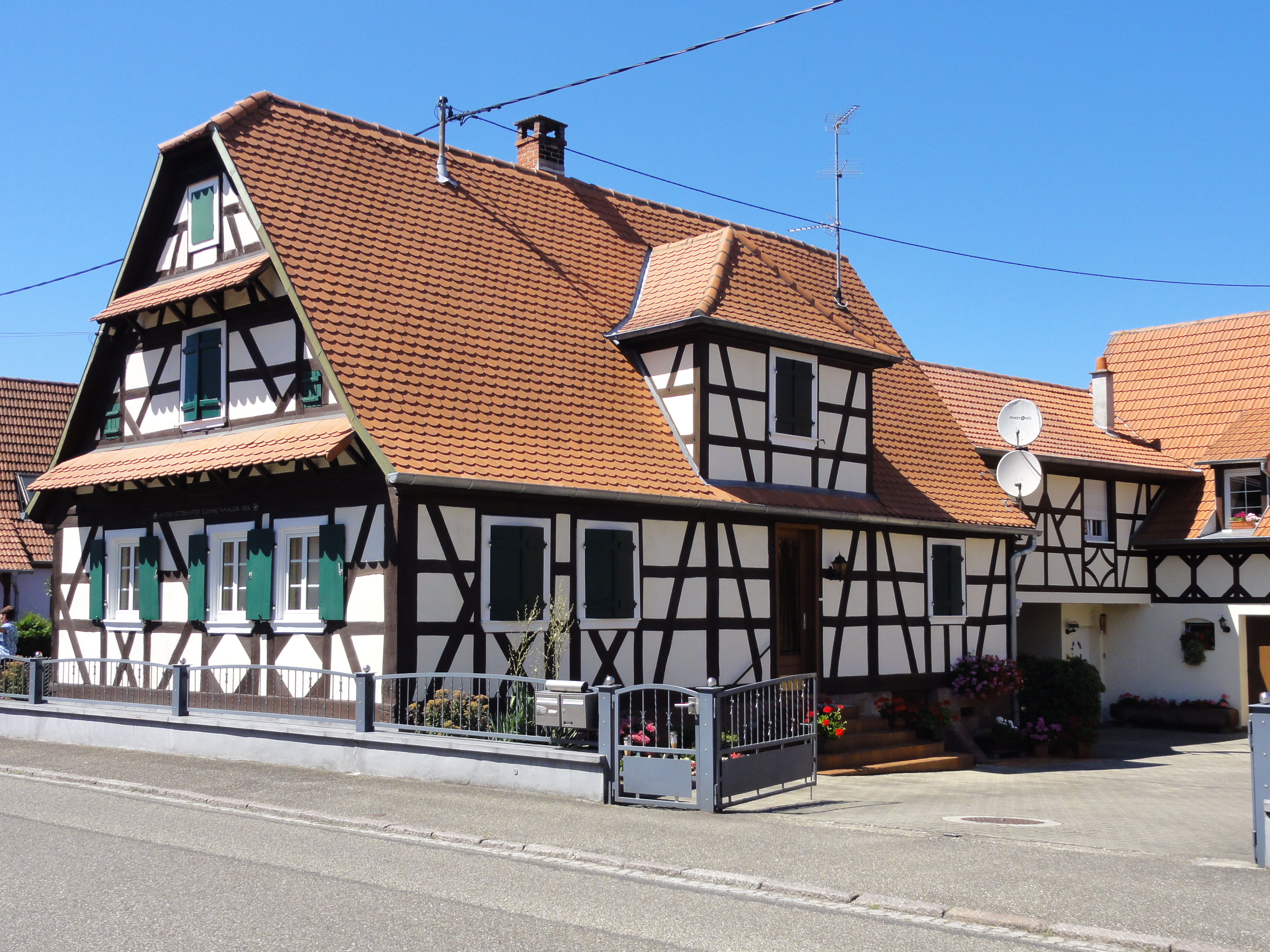
Ferme (1835), 102 rue Principale.
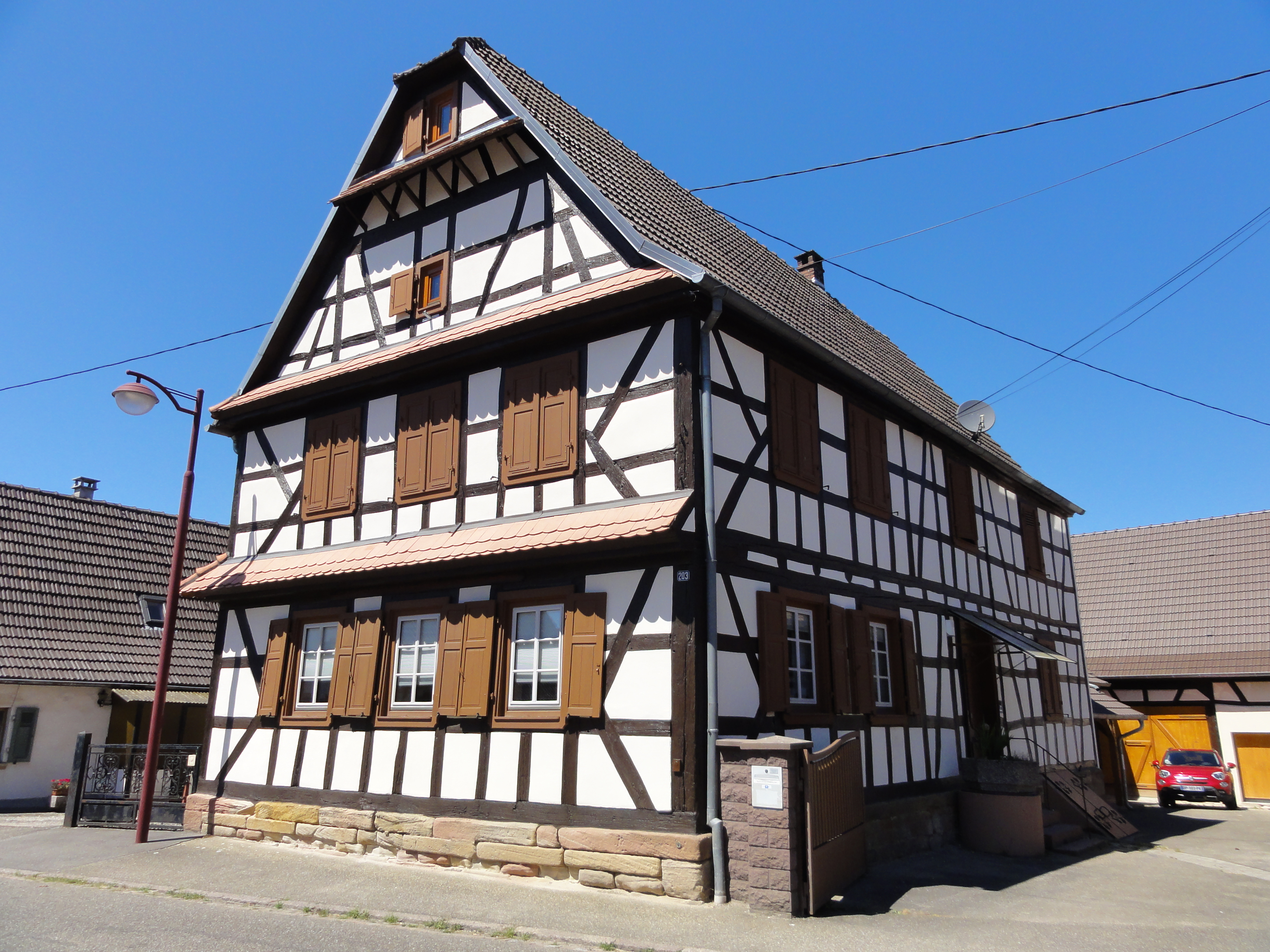
Ferme (1837), 203 rue Principale.
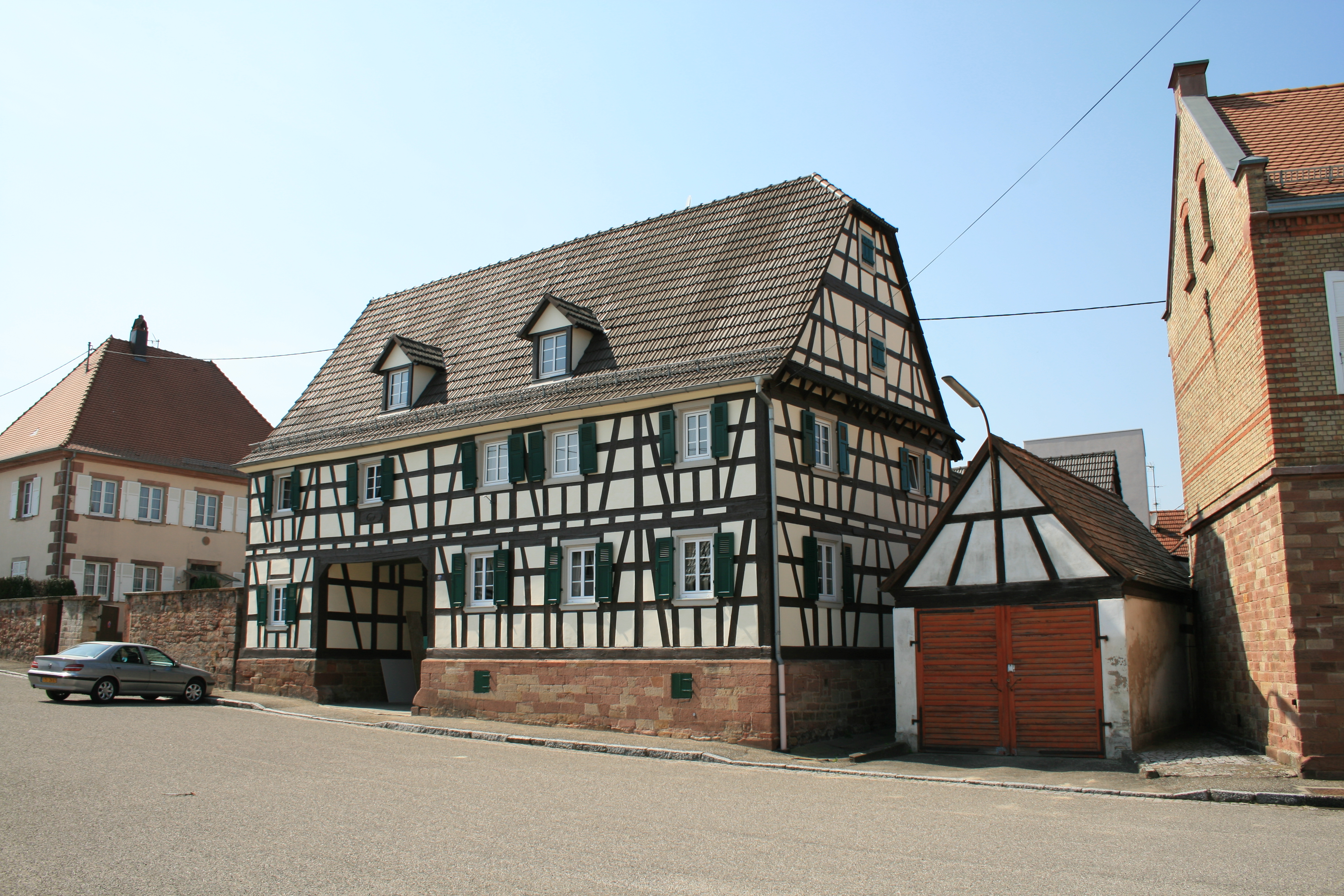
Ferme (XIXe), 207 place de la Mairie.